# Rhynchostegiella tanneri
Rhynchostegiella tanneri là một loài rêu trong họ Brachytheciaceae. Loài này được Bizot ex Pócs mô tả khoa học đầu tiên năm 1976.